# Nenad Radanović
Nenad Radanović (Marićka kod Prijedora, 1938. – Banja Luka, 29. listopada 2014.) bio je bosanskohercegovački pisac, prozni pisac, pjesnik, romanopisac i kritičar.

## Životopis
Rođen je u selu Marićka kod Prijedora 1938. godine. Osnovnu i učiteljsku školu završio je u Banjoj Luci, a diplomirao je na studiju književnosti i filozofije na Filozofskom fakultetu u Sarajevu. U međuvremenu, nekoliko godina radio je kao učitelj po selima srednje Bosne, pa je prešao u Sarajevo, gdje se zaposlio na Radio-Sarajevu, kao novinar i urednik za kulturu. Bio je, kao student, urednik lista Naši dani (Sarajevo) i član redakcije časopisa Putevi (Banja Luka). 
Pripovjedač, pjesnik i kritičar Nenad Radanović preminuo je 29. listopada 2014. godine, u 77. godini života, u Banjoj Luci, nakon kratke i teške bolesti.

## Književna djelatnost
Kniževnim radom počeo se baviti još u srednjoškolskim danima: već kao učenik niže gimnazije objavio je prvu pjesmu u beogradskom časopisu "Zmaj" i prvu priču u "Banjalučkim novinama". Od tada je sarađivao u mnogim listovima i časopisima, bio u uredništvu studentskog lista "Naši dani" (1962-63) i banjalučkog časopisa "Putevi" (1960-65). Prve pripovijetke objavljuje u zagrebačkom omladinskom književnom časopisu "Polet". Neke od tih pripovijedaka i sam ilustrira, otkrivajući svoj smisao i za slikarstvo. Podjednako se bavio prozom, poezijom i kritikom, no najznačajniji mu je prozni rad, za koji je dobio više nagrada i, od kritike, najviše pohvala. Prvu knjigu, zbirku pripovijedaka "Čarobni opanci", objavljuje kao srednjoškolac 1956. godine. U ovom periodu napisao je i svoje drugo pripovjedačko djelo "Dva djetinjstva". Slijede zbirke priča: "Sreća", "Sveti čovjek", "Vremena", "Tragovi", "Putevi tišine". Roman "Jakov" objavio je 1971. godine kao i zbirke poezije: "Psalimi o košuti", "Tjesnac", "Vrata jeseni", "Tuđina" te zbirku ratne lirike "San i trava". Svoje eseje sabrao je u knjigama "Ogledi" i "Znaci u vremenu". Kao pripovjedača, Radanovića je krasilo izrazito osjećanje jezika, mjere i skladnosti, iznijansiranost i jasnoća stila ali i sigurnost u psihološkim osvjetljenjima. Držao se okvira tradicionalne narativne jasnoće, čvrsto oslonjen na ono što je najbolje u našoj pripovjedačkoj tradiciji (P.Kočić, H.Kikić, I.Andrić).
Pripovijetke i poezija Nenada Radanovića prevođene su na engleski, turski, francuski, njemački, talijanski, rumunjski, španjolski, arapski, albanski jezik i druge svjetske jezike.
U poeziji je posebno njegovao formu pjesme u prozi, pjevao je o temama strepnje, hajke, poraza, vlasti, uhode i sl. U svojim pjesmama je davao kratke slike velikog emocionalnog intenziteta, zbijenog lirskog izraza i jako naglašenog ritma.
Pored navedenog, Nenad Radanović je dao veoma upečatljiv doprinos bosanskohercegovačkoj književnosti i svojim strpljivim, studioznim radom na tri antologije: "Antologija poslijeratne pripovijetke u Bosni i Hercegovini", "Antologija bosanskohercegovačke poezije u prozi" i "Antologija fantastičke pripovijetke u Bosni i Hercegovini".

## Objavljene knjige

### Proza
- Čarobni opanci, Glas, Banja Luka, 1956.
- Dva djetinjstva, Svjetlost, Sarajevo, 1960.
- Sreća, Svjetlost, Sarajevo, 1964.
- Sveti čovjek, Svjetlost, Sarajevo, 1967.
- Vremena, Veselin Masleša, Sarajevo, 1971.
- Jakov, roman, Svjetlost, Sarajevo, 1971.
- Tragovi, Svjetlost, Sarajevo, 1984.
- Putevi tišine, Veselin Masleša, 1989.
- Divlja zemlja, izbor pripovjedaka, Bosanska knjiga, Sarajevo, 1997. (izbor i predgovor Jasmina Musabegović)

### Poezija
- Psalmi o košuti, Veselin Masleša, Sarajevo, 1968.
- Tjesnac, Svjetlost, Sarajevo, 1971.
- Tuđina, Veselin Masleša, Sarajevo, 1976.
- Vrata jeseni, Glas, Banja Luka, 1989.
- San i trava, IPC, Sarajevo, 1995.
- Ne zatvaraj vrata, Sarajevo, 1998.

### Knjige eseja
- Ogledi, Svjetlost, Sarajevo, 1969.
- Znaci u vremenu, Oslobođenje, Sarajevo, 1984
- Između neba i zemlje, likovna studija o stvaralaštvu fra Petra Perice Vidića, HKD Napredak, Sarajevo, 1999.

### Antologije
- Bosanskohercegovačka poezija u prozi, Putevi, Banja Luka,  1971.
- Poslijeratna pripovijetka u Bosni i Hercegovini, Glas, Banja Luka. 1976.
- Antologija fantactičke pripovijetke u Bosni i Hercegovini, SPKD- Prosvjeta, Sarajevo, 2004.

## Nagrade
- 1961.: Dobitnik je Nagrade grada Banje Luke Veselin Masleša
- 1964.: Godišnja nagrada Udruženja književnika BiH
- 1968.: Šestoaprilska nagrada Grada Sarajeva
- 1984.: Godišnja nagrada IP Svjetlost

## Vanjske poveznice
- http://www.sevdalinke.com/2014/03/nenad-radanovic-poezija-ceznje-xlix.html
- https://www.scribd.com/doc/136888435/Nenad-Radanovic-Almin-Vrt
- https://www.scribd.com/doc/153011721/Nenad-Radanovic
- http://www.jergovic.com/ppk/jergovic-i-sarajevo-opet/